# Matematica finanziaria
La matematica finanziaria è quella parte della matematica applicata che viene dedicata allo studio dei problemi concernenti la finanza e in generale le operazioni collegate con investimenti economici.

## Introduzione
In origine la matematica finanziaria si interessava generalmente di operazioni di credito bancario e privato, ed era chiamata anche teoria del credito.
Ora l'ambito d'influenza si è notevolmente ampliato ed è compreso sotto il nome di applicazioni di matematica finanziaria quel vasto complesso di problemi relativi alle determinazioni, valutazioni di fatti economici non necessariamente legati al credito, come ad esempio la scelta degli investimenti, la valutazione finale del risultato economico ottenuto dall'impiego di capitali nella produzione, ecc.
Diremo, per offrire una definizione, se non completa univoca, che «la matematica finanziaria è quella branca della matematica applicata che si occupa di operazioni economico-finanziarie». Per operazioni economico-finanziarie si intendono tutte le operazioni economiche che hanno per oggetto l'impiego di uno o più capitali monetari o riconducibili a una valutazione monetaria.

## Soggetti coinvolti
Nelle operazioni finanziarie agiscono tre soggetti:
- chi dispone del capitale e lo vuole impiegare;
- intermediari;
- chi richiede ed accetta il capitale per l'uso.

I due soggetti dell'operazione fisicamente possono essere rappresentati da due o più persone. Agli effetti pratici coloro che dispongono dei capitali rappresenteranno una parte e coloro che accettano i capitali per l'impiego la controparte.

## Tipi di operazioni finanziarie
Abbiamo pertanto nelle operazioni finanziarie almeno due azioni od obbligazioni finanziarie: prestazione e controprestazione:
- Prestazione da parte di chi cede il capitale di sua proprietà, azione che si attua all'inizio o durante l'operazione finanziaria;
- Controprestazione da parte di chi, ottenuto il capitale per l'uso, è impegnato a renderlo ad un certo tempo o in tempi successivi. Questa ultima azione si attua generalmente alla fine o durante l'operazione finanziaria.

L'operazione finanziaria può essere caratterizzata da una sola prestazione, iniziale, e una sola controprestazione, finale (operazione finanziaria semplice o elementare), oppure da più prestazioni, di cui una almeno iniziale e le altre nel corso dell'operazione, e da più controprestazioni, di cui almeno una alla fine dell'operazione e le altre in periodo antecedente (operazione finanziaria complessa).
A seconda che le prestazioni e le controprestazioni si verifichino con certezza, cioè non condizionate, oppure il loro verificarsi dipenda dall'avverarsi di eventi legati al caso si classificano le operazioni in certe ed aleatorie	. Alcune nozioni vengono applicate ai giochi di abilità e premi (come ad esempio scommesse sportive) attraverso combinazioni, probabilità, rendite, matrici, permutazioni e disposizioni. È applicata anche in ambito medico-sanitario.

## Equilibrio finanziario
Comunque siano le operazioni, semplici o complesse, certe o aleatorie, debbono però svolgersi in modo che sia salvo l'equilibrio finanziario fra le parti in gioco, intendendo che «un'operazione finanziaria è in equilibrio se il valore delle prestazioni e il valore delle controprestazioni, riferiti ad uno stesso istante, sono uguali» (Principio di equivalenza finanziaria).
Considerando la possibile aleatorietà e complessità di un'operazione finanziaria, è logico quindi dire che la sua valutazione sia diversa a seconda dell'entità dei capitali investiti, dell'intervallo temporale in cui l'operazione si verifica e dal suo grado di certezza.

## Argomenti principali

### Interesse e montante
L'interesse è il compenso che spetta a colui che concede in prestito un capitale, rinunciando per un certo periodo di tempo al suo utilizzo.
Il capitale prestato è detto iniziale, e la percentuale dell'iniziale che va pagata annualmente come interesse è detta tasso di interesse. Il tasso di interesse si può anche definire come l'interesse maturato sull'unità di capitale prestato per unità di tempo.
L'usura è la pratica consistente nel fornire prestiti a tassi di interesse esorbitanti, socialmente contestabili e tali da rendere il loro rimborso difficile o addirittura impossibile, spingendo perciò il debitore ad accettare condizioni sempre più pesanti poste dal creditore.
La somma del capitale e dell'interesse dà luogo al montante. Il montante può essere definito come l'importo spettante a colui che ha prestato il denaro alla fine dell'operazione.
Nel corso della storia l'interesse è stato visto in diverse accezioni:
- come il prezzo per la rinuncia a disporre di una somma di denaro e quindi a sfruttare occasioni di investimento di altro tipo (costo opportunità del capitale);
- come compenso per la perdita di valore d'acquisto causata da una svalutazione della moneta;
- come remunerazione del rischio che chi presta denaro affronta nell'eventualità che il debitore fallisca o sia insolvente.

Nel medioevo la religione cristiana e quella islamica vietarono ai propri fedeli di prestare soldi con interesse. I teologi cristiani, in particolare, lo consideravano un abuso nei confronti del povero. Non autorizzavano l'interesse che in tre casi:
- lucrum cessans: quando il prestito comprometteva il profitto delle attività economiche del creditore;
- damnum emergens: quando il prestito procurava un danno al creditore;
- periculum sortis: quando il creditore rischiava di perdere il suo denaro.

Successivamente, nell'età moderna, con l'aprirsi dei commerci, dei mercati, delle rotte transoceaniche, l'eccezione è diventata la regola. 
Per la religione ebraica, invece, il prestito ad interesse non era considerato peccato, pur essendone proibita la pratica nei confronti di altri ebrei.
La posizione dello Stato Italiano e in generale degli stati moderni è comunque quella di ammettere la pratica del prestito con interesse, a patto di applicare un tasso al di sotto di un livello massimo detto tasso usuraio, individuato o individuabile dalla legge.

### Regimi di capitalizzazione

#### Capitalizzazione semplice
La capitalizzazione consiste nel determinare gli interessi scaturiti dal prestito di una somma di denaro. La capitalizzazione semplice si chiama così perché l'interesse viene calcolato sempre sul capitale iniziale secondo la formula iniziale:
Al momento della riscossione l'interesse viene sommato al capitale, diventando montante secondo questa nuova formula:
Pertanto l'interesse è proporzionale a:
- C = capitale
- t = tempo
- i = tasso di interesse

#### Capitalizzazione composta
Nella capitalizzazione composta il capitale al tempo t è pari al montante al tempo t-1. Il montante al tempo 0 è pari al capitale iniziale C. Di conseguenza gli interessi al tempo t sono dati dal calcolo dell'interesse sul montante al tempo t-1.
Indicato con C il capitale al tempo t=0 e con i il tasso d'interesse, il montante M è definito dalla seguente relazione di ricorrenza:
{\displaystyle M(0)=C}
{\displaystyle M(t+1)=C+i*M(t)}
Da questa si deriva facilmente la seguente formula chiusa:
{\displaystyle M(t)=C*(1+i)^{t}}